# Trolejbusy w Port-of-Spain
Trolejbusy w Port-of-Spain − zlikwidowany system komunikacji trolejbusowej w stolicy Trynidadu i Tobago, Port-of-Spain.

## Historia
12 grudnia 1939 spółka Trinidad Electricity Board zamówiła 14 trolejbusów w Ransomes, Sims & Jefferies w Ipswich. Trolejbusy do miasta dotarły w 1940. Trolejbusy oznaczono od 1 do 14. Pierwszą linię trolejbusową otwarto 1 października 1941 na trasie wzdłuż Mucurapo Road i Ariapita Avenue. Zajezdnia trolejbusowa mieściła się na końcu Park Street. W 1942 zakupiono dwa trolejbusy tego samego producenta, które miały trafić do George Town. Nowe trolejbusy oznaczono nr 15 i 16. W 1943 po zlikwidowaniu linii tramwajowej do Laventille zamówiono kolejnych 14 trolejbusów, które oznaczono od nr 17 do 30. Wówczas to zlikwidowano linie tramwajowe do Cocorite i Belmont. Po tych trasach uruchomiono linie trolejbusowe. Sieć trolejbusową zlikwidowano 31 grudnia 1956.